# Гавхуни (озеро)
Гавхуни (перс. گاوخونی‎) — болотистое солёное озеро, расположенное на Центральном плато в Иране. Большая часть его расположена в остане Исфахан, а оставшаяся часть — в остане Йезд. В озеро Гавхуни впадает река Зайендеруд. Площадь озера — 476 км². Оно находится в 140 км к югу от Исфахана, около города Варзане и по соседству с песчаными холмами. Высота озера над уровнем моря составляет 1470 м, а максимальная глубина — 150 см. Озеро характеризуется большим биоразнообразием. На нём останавливаются перелётные птицы. Озеро также привлекает достаточно большое количество туристов.
Самый близкий к озеру населённый пункт — город Варзане, расположенный на расстоянии 23 км от него. Также среди близких к озеру сёл можно назвать сёла Дастджерд, Хасанабад и Хара, относящиеся к бахшу Джаркуйе-Алия и расположенные к югу от песчаных холмов. Попасть из этих деревень к Гавхуни можно через деревню Хара.

## Этимология
В словаре Анандрач приведена следующая этимология названия озера. «Гав» означает «большой», а «хан» — «колодец». Таким образом, название озера означает «большой колодец». Согласно мнению Али-Акбара Деххода, изначально озеро называлось все-таки «Гавхане», потому что туда крестьяне отводили своих коров. Есть ещё одна версия происхождения названия озера. В соответствии с ней, озеро Гавхуни состоит из слов «Гав» (Gabae или Gavae), использовавшееся ещё Страбоном в своей «Географии» для Исфахана, и это слово впоследствии приобрело форму «гяби», «ги» и «джи», а также «хани» (в среднеперсидском — «ханик»), означавшее источник, бассейн и пруд. Несмотря на изменение формы самих этих слов, название сохранило свое древнее звучание до сих пор, и означает «пруд для Джи (Исфахана)». Как бы то ни было, ошибочной является народная этимология озера на основании современного персидского языка, в котором «гав» — бык, «хун» — кровь, а «и» — суффикс относительного прилагательного, букв. — «бычьекровное озеро».

## Географические особенности озера
Гавхуни расположено на северо-востоке бахша Джаркуйе, юго-западе шахрестана Наин и западе региона Недущан остана Йезд, а также к северо-западу от соляной пустыни «Абрку». В ширину максимальная длина озера — 45 км, а в длину — 25 км. Воды в озере больше зимою, а осенью его объём резко сокращается, поскольку пересыхает река Зайендеруд. В радиусе 10 км от озера никто не живёт.

## Ссылка
- Озеро Гавхуни. www.aparat.com. Дата обращения: 8 ноября 2019.